# Centro de Documentación e Investigación de la Cultura de Izquierdas
El Centro de Documentación e Investigación de la Cultura de Izquierdas (CeDInCI) es una unidad de información (biblioteca, hemeroteca y archivo) dedicada a la recuperación, preservación, conservación, catalogación y difusión  de las producciones políticas y culturales de las izquierdas latinoamericanas desde sus orígenes en la segunda mitad del siglo XIX a la actualidad. 
Adoptó la forma de una asociación civil sin fines de lucro dedicada a la preservación e investigación del patrimonio cultural de las izquierdas y los movimientos sociales y políticos en general, fue creada el 17 de abril de 1997 en Buenos Aires y abrió al público el 3 de abril de 1998. Se inició con el material del archivo personal del historiador Horacio Tarcus (cofundador y director) al que se agregó el Fondo de Archivo de José y Margarita Paniale, seguido posteriormente por nuevas adquisiciones.
En 2003 abrió su sede en el barrio porteño de Flores en un inmueble cedido por el Gobierno de la Ciudad de Buenos Aires  y en abril de 2022 inauguró su sede definitiva en el centro porteño gracias al apoyo de la Fundación Friedrich Ebert: Rodríguez Peña 356, Ciudad de Buenos Aires.

## Patrimonio documental
El material del CeDInCI está centrado en la cultura de izquierdas: contiene producciones de la izquierda argentina y latinoamericana pero se amplia con documentos que van desde la extrema izquierda a la extrema derecha, con publicaciones anarquistas, socialistas, comunistas, trotskistas, de la nueva izquierda, radicales, peronistas, democristianas, liberales, conservadoras, nacionalistas, fascistas, etc. Además de las materias de humanidades y ciencias sociales, las colecciones abarcan otras como movimientos estudiantiles, de mujeres, partidistas, independientes, literarios, teatrales y artísticos. Todos los fondos del CeDInCI se encuentran catalogados en sistemas integrados de software libre y código abierto: KOHA (para biblioteca y hemeroteca), ICA-ATOM (para Archivos y Colecciones particulares) y WordPress (para los portales AméricaLee y Diccionario Biográfico de las Izquierdas Latinoamericanas).
El CeDinCi tiene más de 160 mil libros y folletos, 11 mil colecciones de revistas y periódicos, alrededor de 4 mil afiches políticos, más de 40 mil volantes, y 170 fondos de archivo y colecciones particulares además de microfilmes, afiches políticos y culturales, boletas electorales, dossiers de prensa temáticos  y materiales audiovisuales.
Algunas de las piezas del Centro, tales como rarísimos periódicos obreros del siglo XIX –como el anarquista La liberté de 1893, editado en francés en Buenos Aires– hasta revistas de difusión continental como la chilena Babel, la colombiana Eco, las habaneras Orígenes, Pensamiento crítico y Casa de las Américas, las míticas Marcha y La Licorne de Montevideo, la plural Monterrey de Alfonso Reyes, o las renombradas Les Temps Modernes parisina y New Left Review londinense son de difícil acceso en las bibliotecas latinoamericanas. Hay además cartas, borradores, apuntes, libros de viajes de intelectuales como José Ingenieros (1877-1925), Samuel Glusberg (1898-1987), Cayetano Córdova Iturburu (1899-1977), Herminia Brumana (1901-1954), Héctor Agosti (1911-1984), José Sazbón (1937-2008), David Viñas (1927-2011), Nora Cortiñas (1930-2024) y Jorge Tula (1939-2008), entre otros.
El CeDInCI creó en julio de 2016 el portal AméricaLee, una  hemeroteca digital de acceso abierto que permite la consulta libre y gratuita de publicaciones de fines del siglo XIX y de todo el siglo XX que incluyen títulos escasamente accesibles como el diario anarquista La Protesta (1897-2015), el periódico Flecha, aparecido en Córdoba, la revista Contorno, la publicación de arte y política La Campana de Palo (1925-1927) y el periódico La Montaña (1897) que dirigían Leopoldo Lugones y José Ingenieros.
Por otra parte, el Centro alberga bibliotecas personales que pertenecieron a diferentes intelectuales argentinos como la Biblioteca de Género “Alba Petrúngaro”, en homenaje a la donante de esta colección; la Biblioteca Jorge Tula, orientada sobre todo al pensamiento político; la Biblioteca Samuel Glusberg, especializada en literatura argentina y latinoamericana; la Biblioteca Mario Vallota, concentrada en literatura marxista; la Biblioteca Guillermo Almeyra, con historia latinoamericana e historia del movimiento obrero; la Biblioteca Haydée Birgin, que guarda obras de pensamiento político y teoría feminista; la Biblioteca David Viñas, con libros reunidos y anotados por el crítico argentino; la Biblioteca Rodolfo Mattatollo y la Biblioteca Adolfo Gilly, orientadas a la historia social y política latinoamericana; la Biblioteca Juan Carlos De Brasi, compuesta por obras de psicoanálisis, semiótica, análisis del discurso, y marxismo; y la Biblioteca José Nun, con bibliografía en diferentes lenguas con temas como sociología del trabajo, ciencias políticas e historia argentina y latinoamericana. Una de las más importantes es la Biblioteca José Sazbón, con colecciones de pensamiento marxista y de historia intelectual contemporánea o historia de la Revolución Francesa. En noviembre de 2022 el CeDInCI recibió un embarque procedente de Francia con 35.000 libros y revistas que componían la biblioteca del exiliado argentino Alberto Belloni.
El Centro conserva 170 fondos de archivo personales –de militantes, intelectuales, escritores e investigadores de diversas tradiciones políticas. Entre las piezas de los fondos hay cartas, originales manuscritos de obras literarias, ensayos y artículos, apuntes, borradores, pruebas de imprenta, recortes de prensa y fotografías pertenecientes, entre otros, a José Ingenieros (1898-1925), Juan Antonio Solari (1900-1989), Nicolás Repetto (1871-1965), Enrique Dickmann (1902-1980), Samuel Glusberg (1989-1987), Héctor Agosti (1911-1984), Cayetano Córdova Iturburu (1899-1977), Raúl Larra (1913-2001), Herminia Brumana (1901-1954), Luis Reinaudi (1909-1944) y Manuel Ugarte (1875-1951), Micaela Feldman de Etchebéhère, Hipólito Etchebéhère, Anatol Gorélik, Luis Danussi, Emilio Troise (1876-1976), Samuel Shmerkin, Alcira de la Peña (1911- 1998), Héctor P. Agosti, Cayetano Córdova Iturburu, Edgardo Bilsky, José Sazbón, José "Pepe" Eliaschev, David Viñas (1927-2011), Nora Cortiñas (n. 1930)  y Horacio Sanguinetti.
Entre los materiales relativos a los movimientos de mujeres, los feminismos y los activismos sexo-genéricos se encuentran los fondos de archivos personales de Marcelo Manuel Benítez, Sam Larson, Marcelo Ernesto Ferreyra, Oscar López Zenarruza, Eduardo Antonetti, Emma Barrandeguy, Rafael Freda, María Elena Oddone y Sara Torres.

## Actividades
El CeDInCI edita un boletín cuatrimestral, un anuario, la revista Políticas de la Memoria. Anuario de Investigación e Información del CeDInCI (ISNN 1668-4885) y libros.

## Valoración
El historiador Tulio Halperín Donghi dijo que el CeDInCi es “un milagro argentino”.
En 1999 el CeDInCI fue declarado “Sitio de interés de la Ciudad Autónoma de Buenos Aires”. En 2006 el CONICET lo reconoció como sede para desarrollar trabajos de investigación. En 2010 el CeDInCI firmó un acuerdo de colaboración con la Universidad Nacional de San Martín (UNSAM), con cuyo respaldo académico inició el dictado de seminarios de posgrado.
Es la institución más importante de América Latina dedicada a la historia de las izquierdas, los movimientos sociales y las manifestaciones artísticas y culturales del continente. En 2015 la Unesco reconoció su antigua colección de prensa obrera del Cono Sur como “patrimonio cultural de América latina” en su Programa Memoria del Mundo.
En 2016, dos de sus proyectos particulares vinculados a la hemeroteca y al archivo fueron reconocidos de interés cultural por el Consejo de Promoción Cultural de la Ciudad Autónoma de Buenos Aires (Proyectos Nº 5324/RPC/2016 y Nº 5326/RPC/2016).
En el año 2018 la Fundación Konex incluyó al CeDInCI entre las 100 instituciones más destacadas de década 2008-2017 en Argentina y le otorgó el Diploma al Mérito en el rubro Entidades Culturales.